# Сара Гардінг
Са́ра Ніко́ль Га́рдінг (при народженні Гардман; 17 листопада 1981 — 5 вересня 2021) — британська співачка, акторка, композиторка, кінорежисерка та підприємиця. Солістка жіночого поп-гурту «Girls Aloud».

## Біографія
Народилася у Ескоті 17 листопада 1981 року, виросла в Стокпорті.
До кастингу в «Girls Aloud» працювала в рекламних командах 2-х нічних клубів, офіціанткою в піцерії, водійкою бусу і телефонною операторкою. Також здійснила тур північним заходом Англії, виступаючи в пабах, клубах та на автостоянках, заробляючи таким чином на життя.
У 2002 году записала кілька танцювальних треків в колективі Project G, а потім вирішила спробувати себе в проєкті Popstars: The Rivals, де стала солісткою жіночого гурту.
У 2002 чоловічий журнал FHM вніс Гардінг у свій список 100 британських красунь High Street Honeys. Після перемоги на Popstars Гардінг відмовилась від участі в цьому рейтингу. Попри це, FHM продоажує вносити їїв свої рейтинги, але вже як поп-зірку.
Була моделлю бренду нижньої білизни Ultimo кілька сезонів поспіль.
У 2007 році дебютувала як акторка в комедії «Однокласниці». Через рік вмконала невелику роль у фільмі Bad Day. У 2009 зіграла в драмі «Вільне падіння». В цьому ж році виконала одну з головних ролей у фільмі «Однокласниці 2: Легенда про золото Фріттонів» і записала 3 пісні до саундтреку.
Стала співавторкою кількох пісень гурту, зокрема:
- «Hear Me Out» (What Will the Neighbours Say)
- «Why Do It?» (Бі-сайд синглу «I Think We're Alone Now»)

Окрім творчої діяльності, була зайнята бізнесом — володіла мережею нічних клубів Canaloa.
У 2020 році у співачки діагностували рак молочної залози. 5 вересня 2021 року вона померла.

## Дискографія Сари Гардінг

### Саундтреки
2009: «St Trinian's 2: The Legend of Fritton's Gold»
- «Too Bad»
- «Make It Easy»
- «Boys Keep Swinging»

## Фільмографія
| Рік  |   | Українська назва                              | Оригінальна назва                              | Роль                        |
| ---- | - | --------------------------------------------- | ---------------------------------------------- | --------------------------- |
| 2007 | ф | «Однокласниці»                                | St. Trinian`s                                  | Солістка шкільного ансамблю |
| 2008 | ф | Поганий день                                  | Bad Day                                        | Джейд Дженнінгс             |
| 2009 | ф | Вільне падіння                                | Freefall                                       | Сем                         |
| 2009 | ф | «Однокласниці 2: Легенда про золото Фріттона» | St. Trinian’s II: The Legend of Fritton’s Gold | Рокси                       |
| 2012 | ф |                                               | Run For Your Wife                              | Стефані Сміт                |